# Крамер (Північна Дакота)
Крамер (англ. Kramer) — місто (англ. city) в США, в окрузі Боттіно штату Північна Дакота. Населення — 24 особи (2020).

## Географія
Крамер розташований за координатами 48°41′28″ пн. ш. 100°42′27″ зх. д. / 48.69111° пн. ш. 100.70750° зх. д. (48.691023, -100.707594).  За даними Бюро перепису населення США в 2010 році місто мало площу 0,40 км², уся площа — суходіл.

## Демографія
Згідно з переписом 2010 року, у місті мешкало 29 осіб у 15 домогосподарствах у складі 11 родини. Густота населення становила 73 особи/км².  Було 41 помешкання (103/км²).
Расовий склад населення:
| - 100,0 % — білих |

До двох чи більше рас належало 0,0 %. Частка іспаномовних становила 0,0 % від усіх жителів.
За віковим діапазоном населення розподілялося таким чином: 10,3 % — особи молодші 18 років, 34,5 % — особи у віці 18—64 років, 55,2 % — особи у віці 65 років та старші. Медіана віку мешканця становила 65,8 року. На 100 осіб жіночої статі у місті припадало 81,2 чоловіків;  на 100 жінок у віці від 18 років та старших — 100,0 чоловіків також старших 18 років.
Середній дохід на одне домашнє господарство  становив 96 420 доларів США (медіана — 76 000), а середній дохід на одну сім'ю — 100 547 доларів (медіана — 76 250). За межею бідності перебувало 15,0 % осіб, у тому числі 57,1 % дітей у віці до 18 років та 0,0 % осіб у віці 65 років та старших.
Цивільне працевлаштоване населення становило 21 особа. Основні галузі зайнятості: транспорт — 33,3 %, виробництво — 19,0 %, мистецтво, розваги та відпочинок — 14,3 %.